# En gammal gravhög vid Raklev på Refsnæs
En gammal gravhög vid Raklev på Refsnæs är en målning av Johan Thomas Lundbye från 1839.  
En gammal gravhög vid Raklev på Refsnæs är målad i nationalromantisk tradition. Budskapet är att Danmark har en lång historia och att landet är mycket vackert. 
Konstverket har en gravhög på udden Refsnæs norr om Kalundborg på Själland som sitt centrala motiv. Den är en repoussoir, det vill säga den har en kraftigt framhävd förgrundsfigur, gravhögen, som förskjuter bakgrunden bakåt och ger målningen ett stort djup.
Johan Thomas Lundbye hade lärt känna Refsnæs redan i barndomen, då hans far som ung kapten hade kommando över förskansningarna på spetsen av Refsnæs och gifte sig med dottern till tullinspektören i närbelägna Kalundborg. Lundbye föddes där, och höll genom morföräldrarna kontakt med trakten. Han drogs till naturen där, eftersom den var så oförstörd. Av hans teckningar och målningar framgår att han också var fascinerad av områdets många fornminnen. 
Målningen är av tio konstverk, som valts ut av danska konstinstitutioner för att representera dansk konst i Europeanas konstprojekt 2016.

## Proveniens
Målningen finns idag på Thorvaldsens museum i Köpenhamn.